# Win-Win
Win-Win（ウィン ウィン）とは経営学用語の一つ。取引が行われる際に交渉をしている双方が利益を得られるようになるという形態。

## 概要
Win-Winとは双方にとって好都合な合意のことである。つまり、各プレイヤーが自分の利益にも、他のプレイヤーの利益にも関心を持つ合意のことを指す。利益を分かち合うための最善の妥協点を探すことではなく、全員の利益を増大させる合意を見つけることが最大の課題になる。

## 使用例
国際政治学者デイヴィッド・シンガーの著作『Deterrence, arms control, and disarmament』（1962年）にてゼロサムに対置される概念として安直に使用される等、より古い使用例が存在している。より有名になったのが後述の書籍『７つの習慣』であり、よりカジュアルにお互い満足という言葉として使われるようになった。

### 著名な使用例(著名なランキングで一位になったもののみ記載)
- 7つの習慣(スティーブン・R・コヴィー) - 第四の習慣として「Win-Winを考える」という項目がある（この言葉が本著では有名であるが、単に習慣の一つである。）（全世界4,000万部、国内250万部を突破し、ビジネス書の歴代一位である）。
- Habit(SEKAI_NO_OWARI) - 二番で「そりゃそれでWin-Win」と使っている（Billboard JAPAN 総合ソング・チャート“JAPAN HOT 100”で一位）。